# 分野別図書目録
分野別図書目録とは、
- 特定の分野についての図書のみを集めた図書目録または書籍を分野別にまとめた図書目録のこと。
- トーハンに事務所がある「分野別図書目録刊行会」が年1会発行している図書目録のこと。本項で詳述。

分野別図書目録（ぶんやべつとしょもくろく）とは分野別図書目録刊行会が分野ごとに年1回発行している図書目録である。

## 概要
分野別図書目録とは、日本の出版社がいくつかの分野でその分野の図書を出版している出版社が集まって結成した分野別図書目録刊行会がそれぞれ分野ごとに年1回発行している図書目録である。どの分野で一つの図書目録にするかの範囲、及び個々の図書目録の中の出版物の分類は、国際十進分類法や日本十進分類法といった公的な分類方法によらず、独自の分類方法をとっている。これらの「図書目録刊行会」はすべて東京都新宿区に本社を置く大手出版取次のトーハンの広報室が事務を担当しており、所在地（連絡先）はすべてトーハンまたはトーハンの本社が入っている「トーハンビル」になっている。また分野別図書目録に連絡先として掲載されている電話番号はすべての目録刊行会で同一のものを使用している。

## 入手方法
この分野別図書目録自体はそれ自体が通常の図書の形式をとっており、100円から400円程度の定価が付けられていてISBNコードも付けられているため通常の図書と同じように購入することによって入手することが出来るし各目録刊行会に直接注文することも出来るが、規模の大きな書店や生協書籍部のカウンター等では無料で配布していることもあり、また一部のネット通販で通常の書籍を購入する場合に希望すれば無料で入手出来ることがある。対象となる分野の出版物を購入することが多そうな人間が参集するイベントで無料配布されることもある。発行時期を過ぎると入手が困難になることもあるが、通常の図書の形式を備えているために図書館に図書として収蔵され、図書館の目録コーナー置いてあることもある。また大きな書店では店員の参考用に置いてあるものを客が閲覧することができたり客の閲覧専用のものを用意してあったりすることもある。分野別図書目録刊行会によっては公式サイトを持っており、ウェブ上で内容を知ることが出来るものもある。

## 内容
各図書目録には、掲載する書籍について、書名、（あれば）シリーズ名、著者名、簡単な概要、大きさ（判形）、ページ数、価格、ISBN、出版社名が載せられている。それぞれの図書目録には、それぞれの図書目録刊行会に加盟している出版社及び目録掲載出版社の図書目録編集時点で流通している出版物のみが収録されている。そのため、ほとんどの場合、基本的な書物は網羅しているといえるが、以下のような問題点も存在する。
- 年に1回の発行であるため、新刊の情報に弱い。（但し目録作成の時点で発行の決まっている出版物については「近刊」として目録に収録されていることもあり、また公式サイトを開設している目録刊行会の分野の出版物についてはウエブ上で新刊情報を入手することも出来る。）
- 目録刊行会加盟社及び目録掲載出版社以外の図書目録作成に参加していない出版社の図書は載っていない。
- 品切れ・絶版になった図書は（再刊予定のあるものなどを除いて）原則として載っていない。
- 目録によっては目録作成に参加している出版社の図書であっても学会などから委託されて刊行している出版物や文庫や新書の書籍が掲載されていないことがある等、出版社や刊行会の方針で掲載されない書物がある。

## 分野別図書目録の一覧
現在、分野別図書目録として以下の目録が発行されている。(刊行会50音順）
- 「演劇図書総目録刊行会」発行
  - 『演劇・映画図書総目録』（毎年5月発行）
- 「家政学図書目録刊行会」発行
  - 『生活・健康・栄養図書総目録』（1967年に『家政学図書目録』として創刊、1993年から2003までは『生活・家政学図書総目録』）（毎年11月発行）
- 「教育図書総目録刊行会」発行
  - 『教育図書総目録』（毎年2月発行）
  - 『特別支援教育図書総目録』（旧『障害児教育図書総目録』（毎年2月発行）
  - 『幼児教育・保育図書総目録』（毎年2月発行）
- 「キリスト教書総目録刊行会」発行
  - 『キリスト教書総目録』（毎年12月発行）
- 「国語・国文学図書総目録刊行会」発行
  - 『国語・国文学図書総目録』（毎年12月発行）　 2018年版からは『文学・ことば図書総目録』に変更予定[3]
- 「女性問題図書総目録刊行会」発行
  - 『くらし・ジェンダー・女性問題図書総目録』（毎年4月発行）
- 「人文図書目録刊行会」発行
  - 『哲学・思想図書総目録』（毎年5月発行）
  - 『心理図書総目録』（毎年5月発行）
  - 『社会図書総目録』（毎年5月発行）
- 「スポーツ保健体育書目録刊行会」発行
  - 『スポーツ・健康科学書総目録』（毎年8月発行）
- 「日本理学書総目録刊行会」発行
  - 『日本理学書総目録』（毎年11月発行）
- 「農業書協会」発行
  - 『日本農業書総目録』（毎年1月発行）
- 「仏教書総目録刊行会」発行
  - 『仏教書総目録』（毎年10月発行）
- 「部落解放・人権図書総目録刊行会」発行
  - 『部落解放・人権図書総目録』（毎年11月発行）
- 「法経書出版協会」発行
  - 『法律図書総目録』（毎年3月発行）
  - 『経済図書総目録』（毎年3月発行）
  - 『経営図書総目録』（毎年3月発行）
- 「ヤングアダルト図書総目録刊行会」発行
  - 『ヤングアダルト図書総目録』（毎年2月発行）
- 「歴史図書目録刊行会」発行
  - 『歴史図書総目録』（毎年4月発行）

## 類似した図書目録
本「分野別図書目録」とは別に本目録がカバーしていない分野の出版物について、分野別図書目録と同様の形態で発行されている以下のような図書目録がある。これらもまとめて分野別図書目録と呼ばれていることがある。
- 「工学書目録刊行会」（工学書協会が母体となって結成した組織）発行
  - 『情報・経営工学書目録』（毎年1月発行）
  - 『電気・電子工学書目録』（毎年1月発行）
  - 『機械・金属工学書目録』（毎年1月発行）
  - 『建築・土木工学書目録』（毎年1月発行）
  - 『環境・化学工学書目録』（毎年1月発行）
  - 『理工・技術系　資格試験図書目録』（毎年1月発行）
- 「日本医書出版協会」発行
  - 『医学書総目録』
- 「言語学出版社フォーラム」発行（大修館書店内に事務所がある）
  - 『言語学図書総目録』
- 「辞典協会」発行（日教販内に事務所がある）
  - 『優良辞典・六法目録』